# Указ о военном судопроизводстве
Указ «О применении военной подсудности в районе „Барбаросса“ и об особых мерах войск» (нем. Erlass über die Ausübung der Kriegsgerichtsbarkeit im Gebiet „Barbarossa“ und über besondere Maßnahmen der Truppe) или Указ «О военном судопроизводстве в районе Барбаросса и об особых мерах войск», сокращенно Указ о военном судопроизводстве (нем. Kriegsgerichtsbarkeitserlass) — распоряжение фюрера за подписью начальника Верховного командования вермахта Вильгельма Кейтеля было издано 13 мая 1941 года, накануне нападения Германии на Советский Союз. Указом предписывалось в ходе войны на Востоке применение «самых крайних мер». Офицерам вермахта предоставлялось право расстрела без суда и устанавливалась безнаказанность военнослужащих за преступления, совершенные в отношении мирного населения.
Историки усматривают «тесную идеологическую и правовую связь» с куда более известным приказом о комиссарах от 6 июня 1941 года, который также явно нарушал международное право.

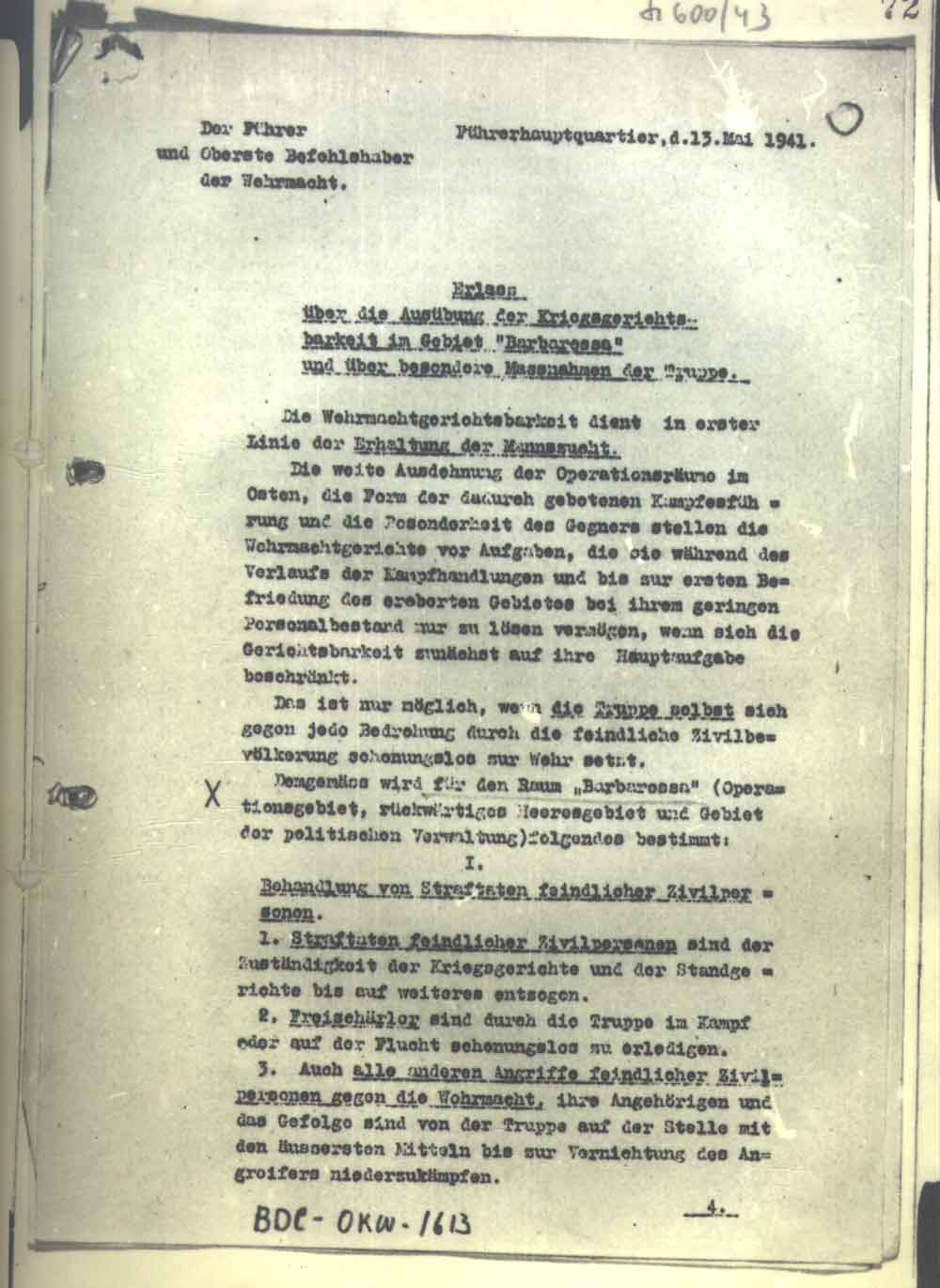

## История возникновения
В 1940 году началось планирование войны на Востоке. 30 марта 1941 года на совещании командного состава Гитлер заявил:

Борьба будет сильно отличаться от борьбы на Западе. На Востоке жестокость мягка для будущего. Борьба должна вестись против яда разложения. Здесь нет места военным судам. Командиры частей должны знать, за что идет борьба. Им вести эту борьбу! Войска должны защищаться теми же средствами, какими на них нападают.
С марта 1941 года составлялись планы, регулирующие использование оперативных групп полиции безопасности (СД), распределение задач и взаимодействие с армией. 6 мая 1941 года генерал-лейтенант для особых поручений Ойген Мюллер, отвечавший в Верховном командовании сухопутных войск за юридические вопросы, направил в Верховное командование вермахта проект «Указа о юрисдикции Барбаросса», который содержал подробное обоснование принятых вскоре после этого распоряжений. На этот раз к противоборствующей армии добавлялся «носитель еврейско-большевистского мировоззрения как особо опасный элемент из гражданского населения, разрушающий любой порядок», который применяет свое «оружие разложения коварно и из засады».
Этот указ фюрера датирован 13 мая 1941 года. На следующий день 19 из 23 экземпляров с грифом «совершенно секретно» были разосланы в войска. До 1 июня 1941 года он не подлежал огласке.

## Содержание
Наряду с «приказом о комиссарах» и «Распоряжениями об обращении с советскими военнопленными», изданными в связи с реализацией «плана Барбаросса», указ «О применении военной подсудности в районе Барбаросса» являлся одним из преступных приказов вермахта.
В отношении гражданского населения указ предусматривал следующее:
1. Преступления вражеских гражданских лиц выводились из компетенции военных и военно-полевых судов вплоть до дальнейших распоряжений.
2. Партизаны должны беспощадно уничтожаться войсками в бою или при попытке к бегству.
3. Все остальные нападения вражеских гражданских лиц на вермахт, его личный состав и обслуживающий персонал также должны подавляться войсками на месте с применением крайних мер вплоть до уничтожения нападающего.
4. Там, где подобные меры были упущены или не сразу были возможны, подозреваемые в преступлении элементы должны быть немедленно доставлены к офицеру. Он решает, должны ли они быть расстреляны.

В отношении населенных пунктов, в которых вермахт подвергся коварному нападению из-за угла, по распоряжению офицера, занимающего должность не ниже командира батальона, должны быть немедленно применены коллективные насильственные меры, если обстоятельства не позволяют быстро установить конкретных виновников.
1. Категорически запрещается сохранять заподозренных для предания их суду после введения подсудности для местного населения.
2. Командующие группами армий могут по согласованию с ответственными командующими военно-морскими и военно-воздушными силами ввести подсудность гражданских лиц военными судами в районах, усмиренных в достаточной степени. Для районов политического управления распоряжение об этом отдается начальником штаба верховного главнокомандования вооруженных сил.

Что касается преступлений, совершенных военнослужащими и вольнонаемными по отношению к местному населению, указ предусматривал следующие действия.
1. За действия, совершенные личным составом вермахта и обслуживающим персоналом в отношении вражеских гражданских лиц, не будет обязательного преследования даже в тех случаях, когда эти действия являются военным преступлением или проступком.
2. При оценке подобных действий необходимо учитывать, что поражение в 1918 году, последовавший за ним период страданий германского народа, а также борьба против национал-социализма, потребовавшая бесчисленных кровавых жертв, являлись результатом большевистского влияния, чего ни один немец не забыл.
3. Судья решает, следует ли в таких случаях наложить дисциплинарное взыскание или необходимо судебное разбирательство. Судья предписывает преследование деяний против местных жителей в военно-судебном порядке лишь тогда, когда речь идет о несоблюдении воинской дисциплины или возникновении угрозы безопасности войск. Это относится, например, к тяжким проступкам на почве сексуальной распущенности, преступных наклонностей, или к проступкам, способным привести к разложению войск. Не подлежат смягчению уголовные действия, в результате которых были бессмысленно уничтожены места расположения, а также запасы или другие военные трофеи в ущерб своим войскам.
4. При рассмотрении необходимо чрезвычайно осторожно относиться к показаниям вражеских гражданских лиц.

В части, касающейся ответственности командующих войсками, в указе подчеркивалось, что командующие в пределах своей компетенции отвечают за то, чтобы все офицеры подчиненных им частей были своевременно и тщательно проинструктированы об основах настоящего распоряжения; чтобы их советники по правовым вопросам своевременно были поставлены в известность как об этих указаниях, так и об устных сообщениях, в которых командующим были разъяснены политические намерения руководства; чтобы были утверждены только такие приговоры, которые соответствуют политическим намерениям руководства.
По мнению Гейнца Гудериана, приказ оказал однозначно разлагающее действие на дисциплину немецкой армии.
Копия оригинала на немецком языке хранится в Государственном архиве Российской Федерации.